# Bolbocaffer rugiferum
Bolbocaffer rugiferum is een keversoort uit de familie cognackevers (Bolboceratidae). De wetenschappelijke naam van de soort werd in 1883 gepubliceerd door Hermann Julius Kolbe.